# Mycosphaerella isariphora
Mycosphaerella isariphora är en svampart som först beskrevs av Jean Baptiste Desmazières, och fick sitt nu gällande namn av Carl Johan Johanson 1884. Mycosphaerella isariphora ingår i släktet Mycosphaerella och familjen Mycosphaerellaceae.   Inga underarter finns listade i Catalogue of Life.